# Mimusops laurifolia
Mimusops laurifolia, sinònim Mimusops schimperi, és una espècie de planta que es cultivava a l'antic Egipte. Rep el nom comú de Persea (derivat de l'heroi grec Perseu) i d'alvocat egipci i pels egipcis antics el d'Arbre de la Vida i sovint es menciona en la mitologia egípcia. El fruit, que sembla un cor i simbolitzava el cor sagrat d'Horus, és comestible i la fusta s'usava en ebenisteria. Brot i fulles d'aquest arbre es troben en moltes tombes egípcies. Actualment és extint a Egipte
La seva distribució és a Àfrica, Madagascar i Etiòpia.

## Descripció
Arbret perennifoli que té la forma, les fulles i les flors similars a les de la perera. El fruit és dolç, oblong, petit i groc amb un pinyol com el de les prunes. Segons Teofrast era comú a Egipte.